# 山田ドビー
株式会社山田ドビー（やまだドビー）は、愛知県一宮市に本社を置く工作機械メーカーである。積極的に海外展開を進めており、高速精密プレス機の世界シェアは40%を誇っている。

## 沿革
- 1919年（大正8年） - 名古屋市西区志摩町に山田鉄工所を設立[3]。繊維機械の織機に付帯しドビー織（柄織）をするドビー機の開発・製造・販売をスタートした。
- 1961年（昭和36年） - 高速精密プレス「20R」を開発・製造・販売[3]。
- 1970年（昭和45年） - 株式会社山田ドビーに社名変更[3]。
- 1978年（昭和53年） - 本社機能を尾西市（現：一宮市）に移転[3]。
- 1990年（平成2年） - シンガポール現地法人設立[3]。
- 1993年（平成5年） - 韓国支店開設[3]。
- 1996年（平成8年） - タイ現地法人設立[3]。
- 1997年（平成9年） - フランス支店開設[3]。
- 2001年（平成13年） - 中国寧波現地法人設立[3]。
- 2006年（平成18年） - 昆山山田冲床有限公司設立[3]。山田ドビージャパン上海事務所開設[3]。
- 2010年（平成22年） - 台湾の金豊機器工業股份有限公司（彰化市）に技術供与[3]。
- 2013年（平成25年） - Germany Technical Center 開設。
- 2020年（令和2年） - グローバルニッチトップ企業100選。

## 主要製品
- 高速精密プレスの開発・製造、工法開発及び専用設備の開発・製造[1]

## グループ会社
- YAMADA DOBBY PTE LTD[4]
- 昆山山田冲床有限公司[4]
- TEC MART（THAILAND）CO., LTD.[4]
- YD-TECMART（MALAYSIA）SDN. BHD.[4]
- PT TEC MART INDONESIA[4]
- YAMADA DOBBY AMERICA, LLC.[4]

## 最寄駅
- 本社・工場：名鉄尾西線 山崎駅
- 東北営業所：東日本旅客鉄道（JR東日本）東北新幹線・陸羽東線 古川駅
- 関東営業所：横浜市営地下鉄グリーンライン 東山田駅
- 長野営業所：アルピコ交通上高地線 渚駅